# Rhiwbina
Rhiwbina är en community i Storbritannien.   Den ligger i kommunen Cardiff och riksdelen Wales, i den södra delen av landet, 210 km väster om huvudstaden London.
Rhiwbina är by i norra delen av Cardiff som har vuxit samman med staden. Författaren Andrew Davies föddes i Rhiwbina.